# Савичев Юрій Миколайович
Юрій Миколайович Савичев (рос. Юрий Николаевич Савичев, нар. 13 лютого 1965, Москва) — радянський футболіст, що грав на позиції нападника.
Виступав, зокрема, за клуби «Торпедо» (Москва) та «Санкт-Паулі», а також національну збірну СРСР.
Володар Кубка Греції.

## Клубна кар'єра
У дорослому футболі дебютував 1984 року виступами за команду клубу «Торпедо» (Москва), в якій провів п'ять сезонів, взявши участь у 135 матчах чемпіонату. Більшість часу, проведеного у складі московського «Торпедо», був основним гравцем атакувальної ланки команди. У складі московського «Торпедо» був одним з головних бомбардирів команди, маючи середню результативність на рівні 0,35 голу за гру першості.
Згодом з 1990 по 1994 рік грав у складі команд клубів «Олімпіакос» та «Саарбрюкен». Протягом цих років виборов титул володаря Кубка Греції.
У 1994 році перейшов до клубу «Санкт-Паулі», за який відіграв 5 сезонів. Завершив професійну кар'єру футболіста виступами за команду «Санкт-Паулі» у 1999 році.

## Виступи за збірні
З 1987 по 1988 рік захищав кольори олімпійської збірної СРСР. У складі цієї команди провів 9 матчів, забив 2 голи. У складі збірної — переможець футбольного турніру на Олімпійських іграх 1988 року у Сеулі.
У 1988 році дебютував в офіційних матчах у складі національної збірної СРСР. Протягом кар'єри у національній команді, яка тривала 3 роки, провів у формі головної команди країни 8 матчів.

## Титули і досягнення
- Олімпійський чемпіон (1):

1988
- Володар Кубка Греції (1):

«Олімпіакос»: 1991-1992